# Личанська вулиця
Лича́нська ву́лиця — вулиця у Святошинському районі міста Києва, мікрорайон в межах території колективу індивідуальних забудовників «Чайка». Пролягає від Любимівської вулиці до кінця забудови.
Прилучається Чайківська вулиця.
Сучасна назва — з 2011 року, на честь села Личанка.